# Slovenska tiskovna agencija
Slovenska tiskovna agencija (STA) – agencja prasowa funkcjonująca w Słowenii. Została założona w 1991 roku. W 2021 otrzymała Order za Zasługi.